# Easy Editor
Easy Editor byl český freewareový WYSIWYG HTML editor, určený především pro tvorbu webových stránek, vyvíjený do roku 2005. Byl určen i k úpravě zdrojových kódů jiných jazyků, než je jen HTML, CSS nebo PHP. Program byl vyvíjený v nástroji Visual Basic pro platformu Microsoft Windows. Byl vhodný jak pro začátečníky, tak pokročilé. Uplatnění našel například i při výuce HTML jazyka. 

## Hlavní funkce
- otevření několika dokumentů současně
- zvýraznění barevné syntaxe
- WYSIWYG editování
- rychlé vkládání a editování (Ctrl+E) tagů
- nápověda k jednotlivým tagům
- jednoduchý FTP klient
- tvorba obrázkové galerie
- šablony

## Přednosti
Program podporuje rychlé vkládání tagů přes klávesovou zkratku CTRL+mezera, kdy stačí daný tag rychle vyhledat a vložit. Program Easy Editor, jak již název napovídá, se snaží být zejména snadno ovladatelným editorem, který přináší i komfort WYSIWYG editoru. 